# Camacinia harterti
Camacinia harterti är en trollsländeart som beskrevs av Karsch 1890. Camacinia harterti ingår i släktet Camacinia och familjen segeltrollsländor. Inga underarter finns listade i Catalogue of Life.